# Slumber
Pour plus de détails, voir Fiche technique et Distribution.
Slumber (litt. « sommeil ») ou Parasomnie est un film d'horreur surnaturel américano-britannique coécrit et réalisé par Jonathan Hopkins, sorti en 2017.

## Synopsis
Une hypniatre reçoit une famille terrorisée par un démon paralysant leur sommeil.

## Fiche technique
Sauf indication contraire, les informations mentionnées dans cette section peuvent être confirmées par la base de données cinématographiques IMDb,  présente dans la section « Liens externes ».
- Titre original : Slumber
- Titre français : Parasomnie
- Réalisation : Jonathan Hopkins
- Scénario : Richard Hobley et Jonathan Hopkins
- Direction artistique : Caroline Story
- Décors : Jenny Ray
- Costumes : Jemima Penny
- Photographie : Polly Morgan
- Montage : Gary Forrester
- Musique : Ulas Pakkan
- Production : Pascal Degove, James Harris et Mark Lane
- Sociétés de production : Goldcrest Films ; Tea Shop and Film Company et Hotwells Productions[1] (coproductions)
- Société de distribution : Vertical Entertainment (États-Unis) ; Best Film (Pologne)
- Pays d’origine :  Royaume-Uni /  États-Unis
- Langue originale : anglais
- Format : couleur
- Genre : horreur surnaturel
- Durée : 84 minutes
- Date de sortie :
  - Pologne : 10 novembre 2017 (avant-première mondiale)
  - États-Unis : 1er décembre 2017
  - Royaume-Uni : 5 janvier 2018[3]

## Distribution
- Maggie Q : Alice Arnolds
- Kristen Bush : Sarah Morgan
- Sam Troughton : Charlie Morgan
- Lucas Bond : Daniel Morgan
- Honor Kneafsey : Emily Morgan
- Will Kemp : Tom Arnolds
- William Hope : Malcolm
- Sylvester McCoy : Amado
- Sophia Wiseman : Niamh, fille d’Alice
- Neil Linpow : Dave Marklund
- William Rhead : Liam

## Tournage
Jonathan Hopkins et l’équipe du tournage débutent, le 11 février 2016, les premières prises de vues. Ils terminent le 24 mars 2016.